# (11288) Okunohosomichi
(11288) Okunohosomichi est un astéroïde de la ceinture principale.

## Description
(11288) Okunohosomichi est un astéroïde de la ceinture principale. Il fut découvert le 10 décembre 1990 à Geisei par Tsutomu Seki. Il présente une orbite caractérisée par un demi-grand axe de 3,00 UA, une excentricité de 0,11 et une inclinaison de 10,8° par rapport à l'écliptique.

## Compléments